# Platysenta sutor
Platysenta sutor là một loài bướm đêm trong họ Noctuidae.